# 68. Sinfonie (Haydn)
Die Sinfonie B-Dur Hoboken-Verzeichnis I:68 komponierte Joseph Haydn wahrscheinlich um 1774/75.

## Allgemeines

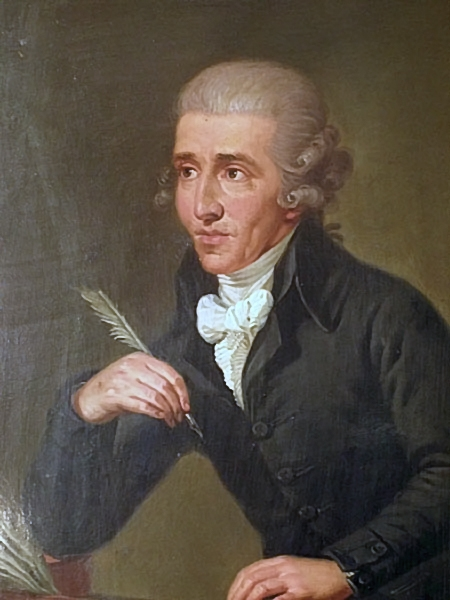
Joseph Haydn (Gemälde von Ludwig Guttenbrunn, um 1770)

Die Sinfonien Nr. 66, 67 und 68 wurden 1779 vom Verleger Johann Julius Hummel in der Reihenfolge Nr. 67-66-68 als „Opus 15“ gedruckt. Bei diesem Werk stellt Haydn zum letzten Mal in einer Sinfonie das Menuett an zweite und den langsamen Satz an dritte Stelle (vorher bei den Sinfonien B, Nr. 32 und Nr. 44). Wahrscheinlich ist bei der Sinfonie Nr. 68 die beträchtliche Ausdehnung des langsamen Satzes Ursache für diese Umstellung.

## Zur Musik
Besetzung: zwei Oboen, zwei Hörner, zwei Fagotte, zwei Violinen, Viola, Cello, Kontrabass. Über die Beteiligung eines Cembalo-Continuos in Haydns Sinfonien gibt es unterschiedliche Auffassungen.
Aufführungszeit: ca. 20 bis 30 Minuten (je nach Einhalten der vorgeschriebenen Wiederholungen).
Bei den hier benutzten Begriffen der Sonatensatzform ist zu berücksichtigen, dass dieses Schema in der ersten Hälfte des 19. Jahrhunderts entworfen wurde (siehe dort) und von daher nur mit Einschränkungen auf die Sinfonie Nr. 68 übertragen werden kann. – Die hier vorgenommene Beschreibung und Gliederung der Sätze ist als Vorschlag zu verstehen. Je nach Standpunkt sind auch andere Abgrenzungen und Deutungen möglich.

### Erster Satz: Vivace
B-Dur, 3/4-Takt, 158 Takte

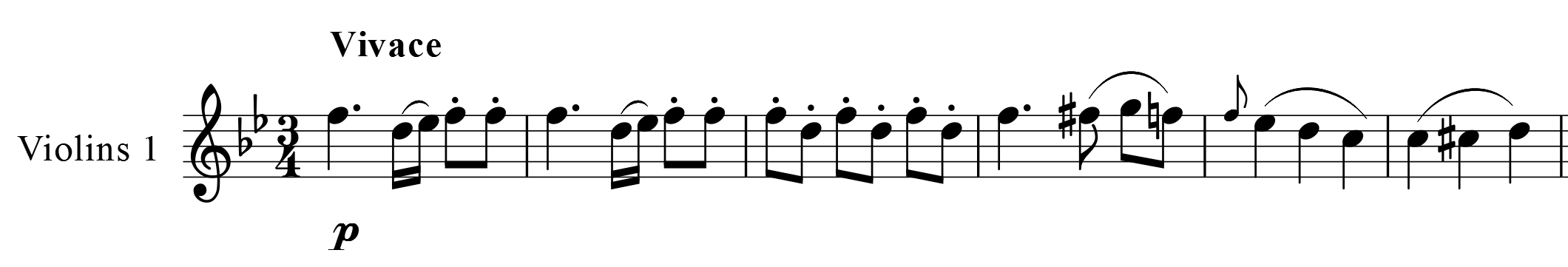
Beginn des Vivace

Das erste Thema besteht aus kontrastierenden Teilen („Kontrastthema“): Der Satz eröffnet im Streicherpiano, wobei die in Terzen geführten Violinen zunächst ein dreitaktiges rhythmisches Staccato-Motiv mit Tonrepetition spielen, das in eine ebenfalls dreitaktige, leicht chromatische Legato-Wendung übergeht. Auf diese ersten sechs Takte, die „aus der Welt der opera buffa stammen“ könnten, antwortet das ganze Orchester (Tutti) mit Akkordschlägen, Doppelschlagmotiv und virtuosem Violinenlauf aufwärts. Das Thema wird wiederholt, die erste Hälfte als Variante mit Stimmführung in Oboen und Fagotten.
Der anschließende Fortissimo-Block ab Takt 20 greift die auftaktige Tonrepetition in den Oberstimmen sowie die rhythmische Figur vom Themenkopf im Bass auf und steigert sich bis ins Tremolo.
Ähnlich dem ersten Thema, klingt auch das von Tonrepetition der 1. Violine angekündigte zweite Thema ab Takt 33 in der Dominante F-Dur  mit seinen „zierlichen“ Doppelschlägen, den Einwürfen der Oboen sowie der Begleitung im Staccato (2. Violine, Viola) und Pizzicato (Bass) opernhaft. Ab Takt 44 wechselt Haydn wieder mit Akkordschlägen und Staccato-Achtelketten zum Forte und schließlich im Tremolo zum Fortissimo. Die Schlussgruppe ab Takt 56 basiert auf dem rhythmischen Motiv, das bereits zu Beginn des ersten Fortissimoblocks ab Takt 20 im Bass auftrat, und das nun im Wechsel von Unter- und Oberstimmen gebracht wird.
Die Durchführung beginnt mit der rhythmischen Wendung vom Kopf des ersten Themas in D-Dur und geht dann von g-Moll aus zu einer längeren Kontrastpassage mit den Staccato-Achtelketten der Violinen im Piano einerseits und den Staccato-Achtelketten im Bass im Forte andererseits (Violinen hier im Tremolo). Haydn wechselt dabei durch verschiedene Tonarten. Das Geschehen bricht in Takt 87 auf A-Dur ab, das dominantisch zum folgenden Auftritt des zweiten Themas in d-Moll wirkt. Der d-Moll – Akkord aus Takt 94 wird in Takt 95 durch Wechsel vom F (Terz von d-Moll) zu Es (Septime von F-Dur) kurzfristig zum Dominantseptakkord umfunktioniert. Durch diesen „tonalen Kunstgriff“ wirkt der Reprisenbeginn überraschend und abrupt.
Die Reprise ab Takt 96 ist bei der Wiederholung des ersten Themas in der Instrumentation variiert. Das erste Thema geht gleich in das zweite Thema über. Der zweite Forteblock (entsprechend Takt 44)  ist mehr als doppelt so lang wie in der Exposition. Exposition sowie Durchführung und Reprise werden wiederholt.

### Zweiter Satz: Menuetto
B-Dur, 3/4-Takt, mit Trio 56 Takte
Im Hauptthema des Menuetts spielen die parallel geführten Oboen und Violinen eine ländlerartige, auftaktige Melodie in ausholend-wiegender, gleichmäßiger Bewegung. Zum Beginn des zweiten Teils wird die Pendelfigur, die den ersten Teil beendet hatte, dreimal wiederholt, danach treten Oboen und Fagotte in einer Frage-Antwort-Wendung solistisch hervor. Nach dem Wiederaufgreifen des ersten Teils beendet eine Coda mit dem um eine angehängte Terz angereicherten Pendelmotiv das Menuett.
Das Trio steht ebenfalls in B-Dur. Es ist durch den Wechsel seines Auftaktmotivs in Streichern (piano) und Tutti (forte) geprägt (ähnliche Struktur im Trio der Sinfonie Nr. 92). Das Auftaktmotiv ist im ersten Teil abwärts, zu Beginn des zweiten Teils im Wechsel aufwärts (Bläser und Bass) mit abwärts (übrige Streicher) gehalten.

### Dritter Satz: Adagio cantabile
Es-Dur, 2/4-Takt, 126 Takte

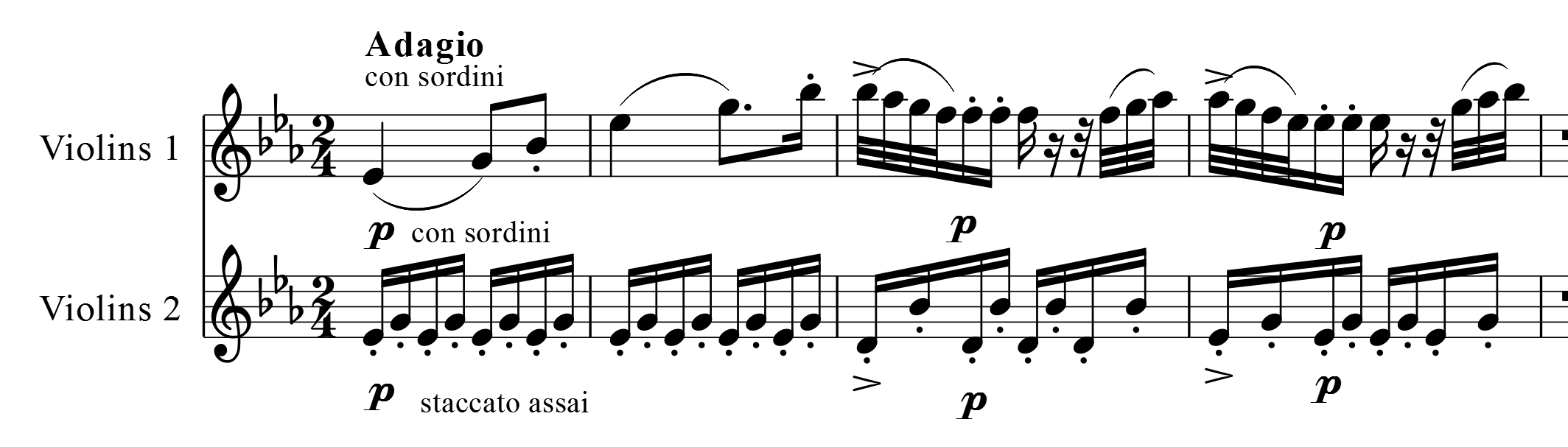
Beginn des Adagio cantabile

Das Adagio cantabile fällt durch seine besondere Länge auf, insbesondere bei Einhalten aller Wiederholungen. Wahrscheinlich hängt die gegenüber der üblichen Satzfolge vertauschte Stellung vom langsamen Satz und Menuett mit dem Gewicht des Adagios zusammen.
Der Satzanfang ist nur für die beiden gedämpften Violinen gehalten: Die 1. Violine ist mit ihrer ausholenden Melodie stimmführend. Nach dem aufsteigenden, eröffnenden Es-Dur – Dreiklang folgt eine wiederholte floskelkartige Figur (fallende Linie in Zweiunddreißigsteln mit Tonwiederholung in Sechzehnteln). Die 2. Violine begleitet staccato assai in gleichmäßiger Sechzehntelbewegung (überwiegend gebrochenen Terzen). Bis auf wenige Akzente steht das Thema im Piano. Die gleichmäßige, tickende Begleitfigur der 2. Violine, die an den langsamen Satz der Sinfonie Nr. 101 („Die Uhr“) erinnert, ist für den weiteren Satzaufbau prägend.
Im weiteren Verlauf wird das Thema der 1. Violine mit der mechanisch-tickenden Begleitung der 2. Violine weiter fortgesponnen. Die zurückgehaltene Atmosphäre wird mehrfach unvermittelt unterbrochen vom Unisono des ganzen Orchesters, das die Pendelfigur in den Zäsuren der Melodie aufgreift.
Ab Takt 25 steigert sich das Geschehen: Von durchlaufenden Zweiunddreißigsteln im Bass begleitet, spielen die übrigen Instrumente zunächst Akkordschläge mit Akzenten und übernehmen schließlich auch die Bewegung vom Bass. Nach dem tremoloartigen Ausbruch im Fortissimo, der zur Dominante B-Dur führt, verebbt die ins Piano zurückgenommene Musik und kündigt das zweite Thema an.
Beim zweiten Thema (ab Takt 34) in B-Dur spielen die Oberstimmen forte eine in Vierteln aufsteigende Figur, die etwas an den aufsteigenden Dreiklang vom Satzanfang erinnert. Die tickende Begleitung im Bass bricht aber auch hier wieder hervor. Die Schlussgruppe ist durch ihre Vorschläge und Doppelschlagsfiguren gekennzeichnet.
Die Durchführung (ab Takt 48) verarbeitet im ersten, bis auf das Ende nur für Streicher gehaltenen Abschnitt ein auf dem Doppelschlagmotiv der Schlussgruppe basierendes Motiv und wechselt dabei durch verschiedene B-Tonarten. Nachdem in Takt 63 die Hörner mit begleitenden Liegetönen dazugetreten waren, spielen ab Takt 66 beide Oboen über den „leise murmelnden“ Zweiunddreißigsteln der 1. und 2. Violine „ein zartes Duett, während in den tiefen Streichern unablässig wie das Pendel einer Uhr“ die Staccato-Bewegung weiterläuft. Anschließend kündigt Haydn über die verkürzte Variante der „Steigerungs-Passage“ (entsprechend Takt 25 ff.) die Reprise an.
In der Reprise (ab Takt 83) ist das erste Thema leicht verziert. Im weiteren Verlauf ist die Passage entsprechend Takt 12 bis 15 ausgelassen, anschließend begleitet zusätzlich das solistische 1. Fagott. Die „Steigerungspassage“ und das zweite Thema entsprechen strukturell der Exposition. In der Schlussgruppe begleiten nun neben den Hörnern auch die Oboen. Exposition sowie Durchführung und Reprise werden wiederholt.

„(…) die Melodie in den ersten Violinen scheint willkürlich, repetierend und richtungslos zu sein. Unterdessen schreiten die zweiten Violinen in ununterbrochenen, beinahe mechanischen Sechzehnteln voran, scheinbar abgesondert von der grüblerischen darüberliegenden Melodie (…) – abgesehen von gelegentlichen Forte-Einwürfen des vollen Orchesters auf demselben Sechzehntelmotiv, die jedoch niemals genau dann kommen, wenn sie es „sollten“. Die Wirkung ist zugleich amüsant und verwirrend. Im weiteren Verlauf des Satzes wird die rigide Unterscheidung von Melodie und Begleitung komplexer, während der Ausdruck an Ernst zunimmt (obwohl zunächst nicht für allzu lange), bis in der stark modulierenden Durchführung jeder Humor zurückgelassen wird. Dennoch kehren alle diese Diskontinuitäten in der Reprise zurück. Der Satz ist in seiner Gesamtheit nicht leicht zu „durchschauen“. Sind die komischen Elemente „theatralisch“ oder von höherem Esprit, oder eine Art brechtscher Verfremdung? Fügen sich diese ungleichartigen Elemente zu einer zufriedenstellenden Einheit zusammen oder erfahren sie keine Integration?“

### Vierter Satz: Finale. Presto
B-Dur, 2/4-Takt, 268 Takte

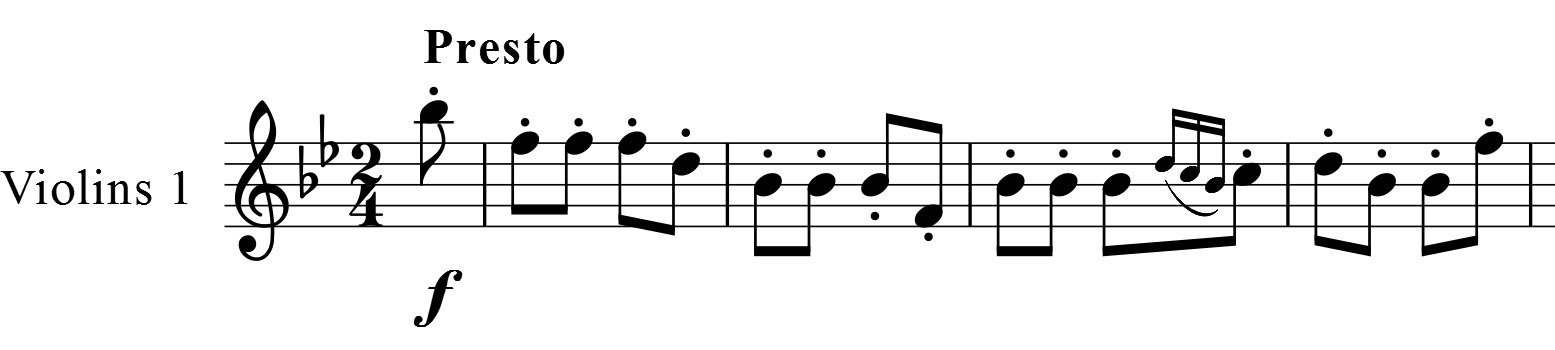
Beginn des Presto

Der Satz ist ähnlich einem Rondo strukturiert:
- Vorstellung des Refrains (Takt 1 bis 30), der nach dem Muster A-B-A aufgebaut ist (A sowie B-A werden wiederholt). Das energische, einprägsame Thema wird durchweg unisono und forte vom ganzen Orchester vorgetragen. Es ist durch seine Quartsprünge, die zwei- bis dreifache Tonrepetition, einige Vorschläge und das dominierende Staccato gekennzeichnet.
- Das Couplet 1 (Takt 31 bis 45, B-Dur, Struktur ebenfalls A-B-A) enthält einen Dialog zwischen den solistischen Fagotten in tiefer und den Violinen in hoher Lage.
- Anschließend wird der Refrain wie am Satzanfang wiederholt (Takt 46 bis 84).
- Im Couplet 2 (Takt 85 bis 110, Struktur A-B) in der Subdominante Es-Dur ist die 1. Oboe mit der 1. Violine stimmführend.
- Den dritten Auftritt des Refrains (Takt 111 bis 166) hat Haydn differenziert gestaltet: Zunächst wird der A-Teil wie am Satzanfang vorgetragen, dann als Variante wiederholt: Der Bass spielt das Grundgerüst im punktierten Rhythmus, dazu versetzt als Gegenstimme die 1. Violine. Auch der B-Teil wird zunächst „normal“ gespielt und anschließend auf ähnliche Weise variiert. Schließlich beendet eine verkürzte Form der Variante vom A-Teil den Refrain.
- Das Couplet 3 (Takt 167 bis 186, Struktur A-B-A) wechselt in seinem dramatischen Charakter mit energischer Bassfigur, Akkordschlägen und forte-piano – Kontrast zwischen g-Moll und D-Dur.
- Beim vierten Auftritt des Refrains (Takt 187 bis 216) ist das Thema in abgesetzte Sechzehntelfigurationen aufgelöst.
- In der Coda verebbt das anfangs noch stürmische Geschehen als Tonrepetition der 1. Violine auf dem Dominantton F. Die 1. Violine setzt dann nochmals mit dem Themenkopf an, woraufhin die übrigen Instrumente hintereinander das charakteristische Quartmotiv vom Themenkopf echohaft nachahmen. Ein strettaartiges Tremolo im Fortissimo sowie zahlreiche Akkordschläge beenden den Satz.

„In der komischen Coda wird alles übermäßig wiederholt (…): ein hoher dominantischer Orgelpunkt verhallt; der Reihe nach in allen Instrumenten „Echosolo“-Einsätze auf dem Hauptmotiv, die diese Dominante geistreich auflösen; ein Tremoloaufgang und insgesamt „zu viele“ jauchzende Akkorde am Ende.“